# José Nehin
José Nehin, também conhecido como Pablo Nehin (1911 - data de morte desconhecida), foi um futebolista argentino que competiu na Copa do Mundo FIFA de 1938, realizada na Itália.